# Lempire-aux-Bois
Pour l’article homonyme, voir Lempire.
Lempire-aux-Bois est une commune associée du département de la Meuse en région Grand Est.

## Géographie
Cette localité est traversée par le ruisseau de Lempire.

## Toponymie
Anciennes mentions : In villa Lempera (984), De Imperio juxta Lamiam (1237), Lampeire (1250), Lenpeire (1336), Lampirre (1656), Lempirium (1738), L'Empire (1743), Lempire (1793),.

## Histoire
Dépendait du Verdunois et du diocèse de Verdun avant 1790.
Le 1er septembre 1972, la commune de Lempire-aux-Bois est rattachée sous le régime de la fusion-association à celle de Landrecourt qui est alors renommée Landrecourt-Lempire.

## Politique et administration
| Période                                  | Période | Identité                  | Étiquette | Qualité |
| ---------------------------------------- | ------- | ------------------------- | --------- | ------- |
|                                          |         | Christiane Legrandjacques |           |         |
| Les données manquantes sont à compléter. |         |                           |           |         |

## Démographie
| 1806 | 1896 | 1906 | 1926 | 1936 | 1946 | 1954 | 1962 | 1968 |
| ---- | ---- | ---- | ---- | ---- | ---- | ---- | ---- | ---- |
| 136  | 89   | 75   | 47   | 51   | 58   | 50   | 44   | 36   |

## Lieux et monuments

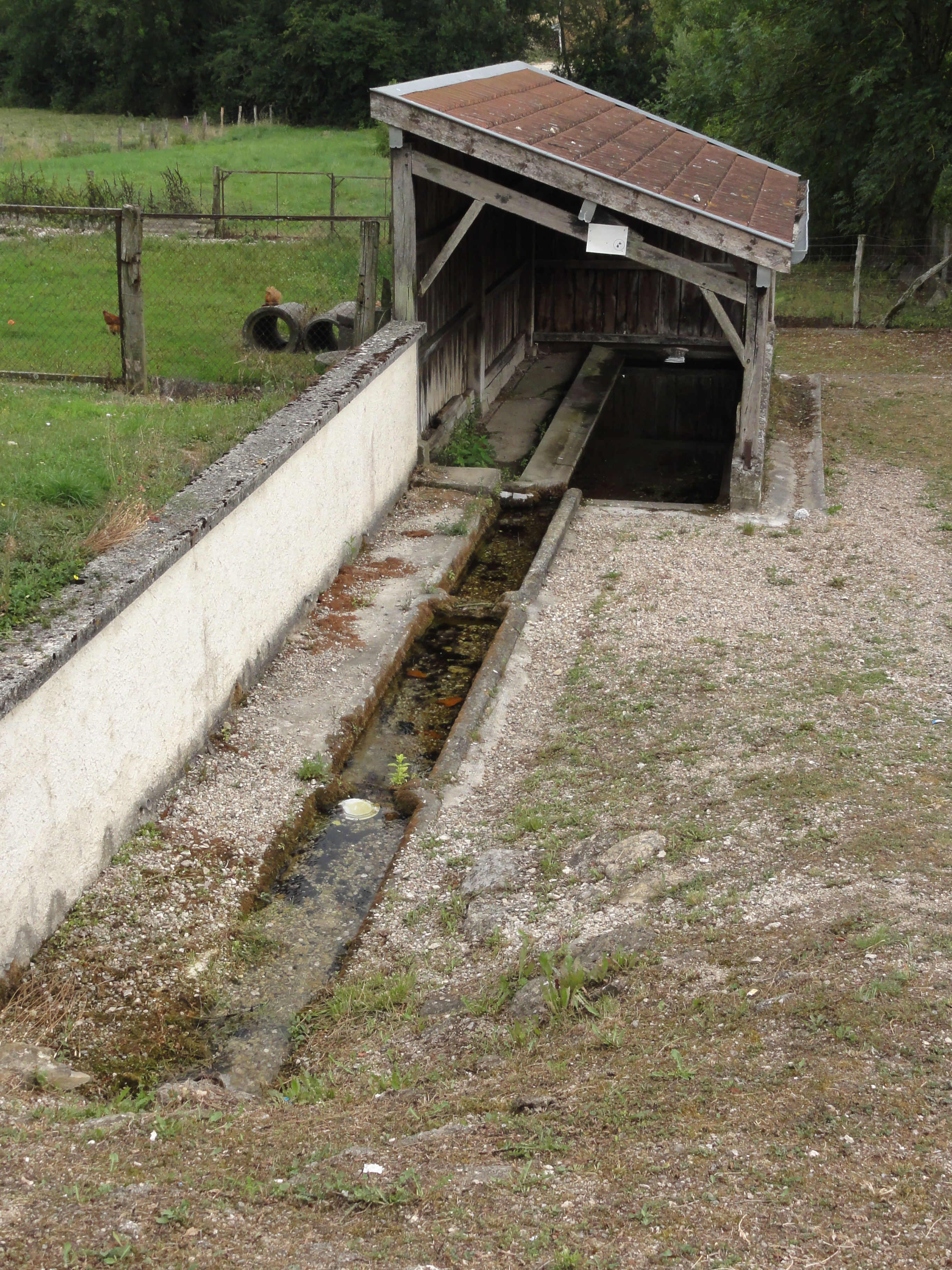
Lavoir.
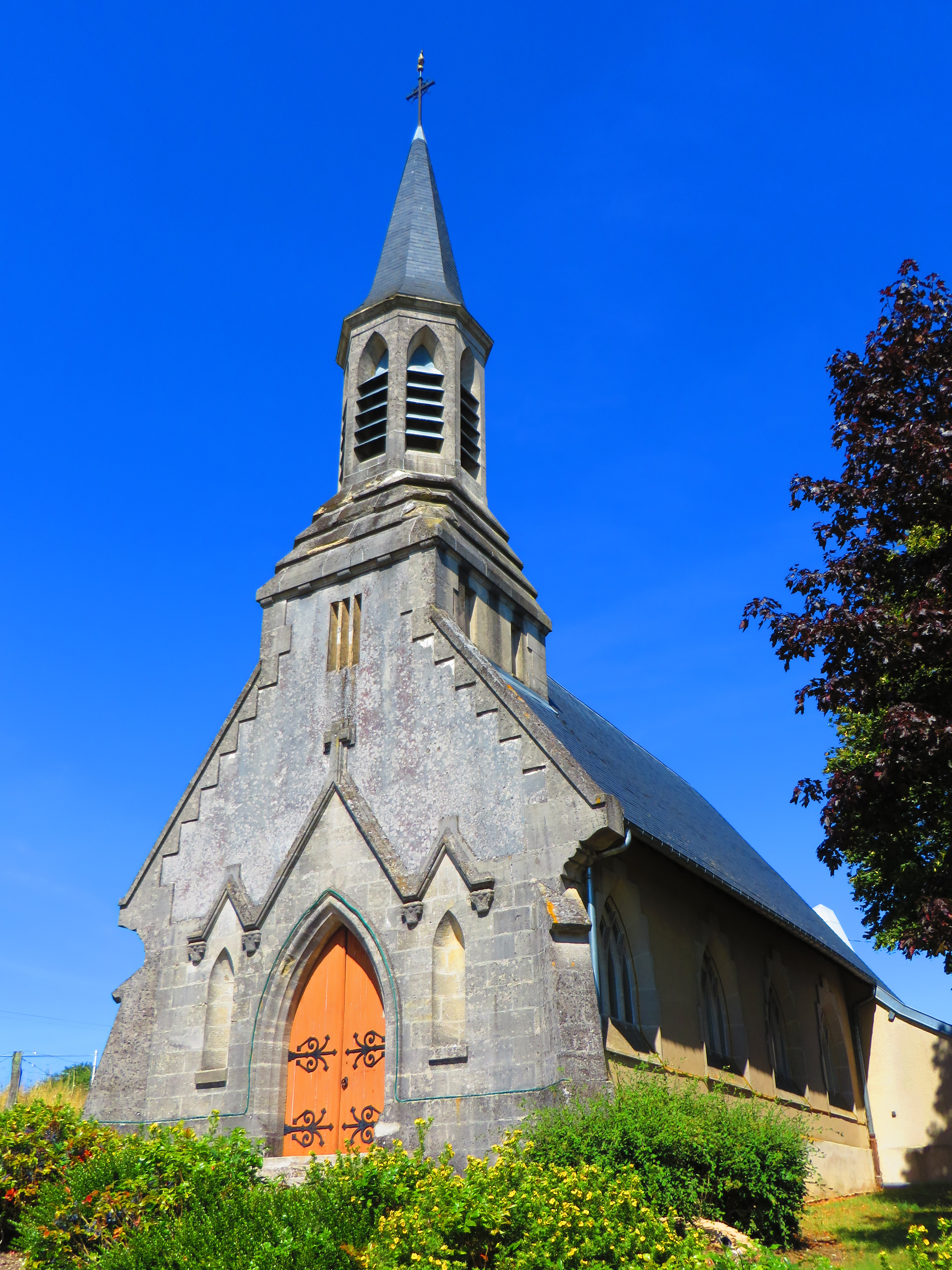
Église Saint-Firmin.
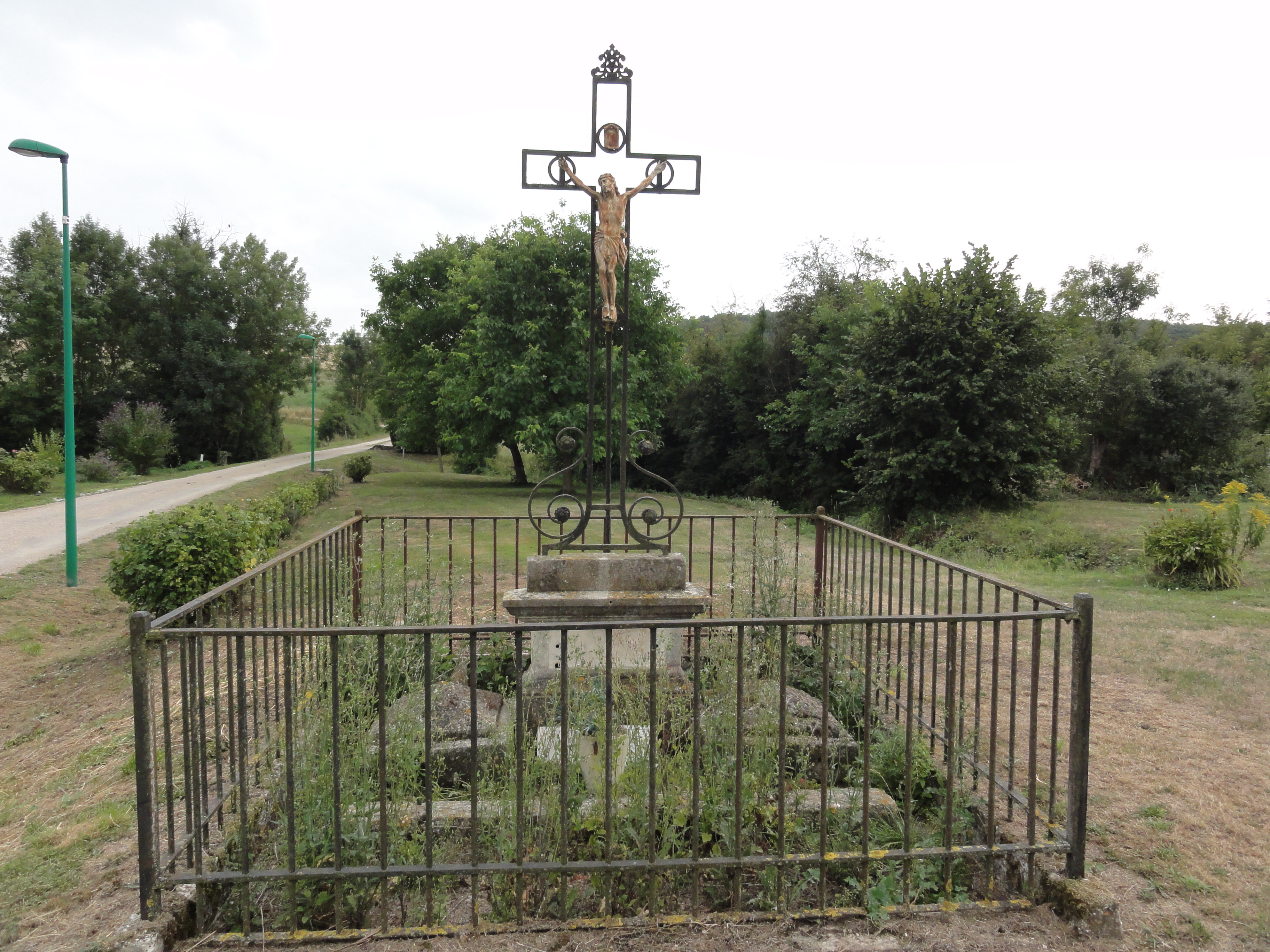
Croix de chemin.